# رقص لزگی
رقص لزگی یا رقص لزگینکا 

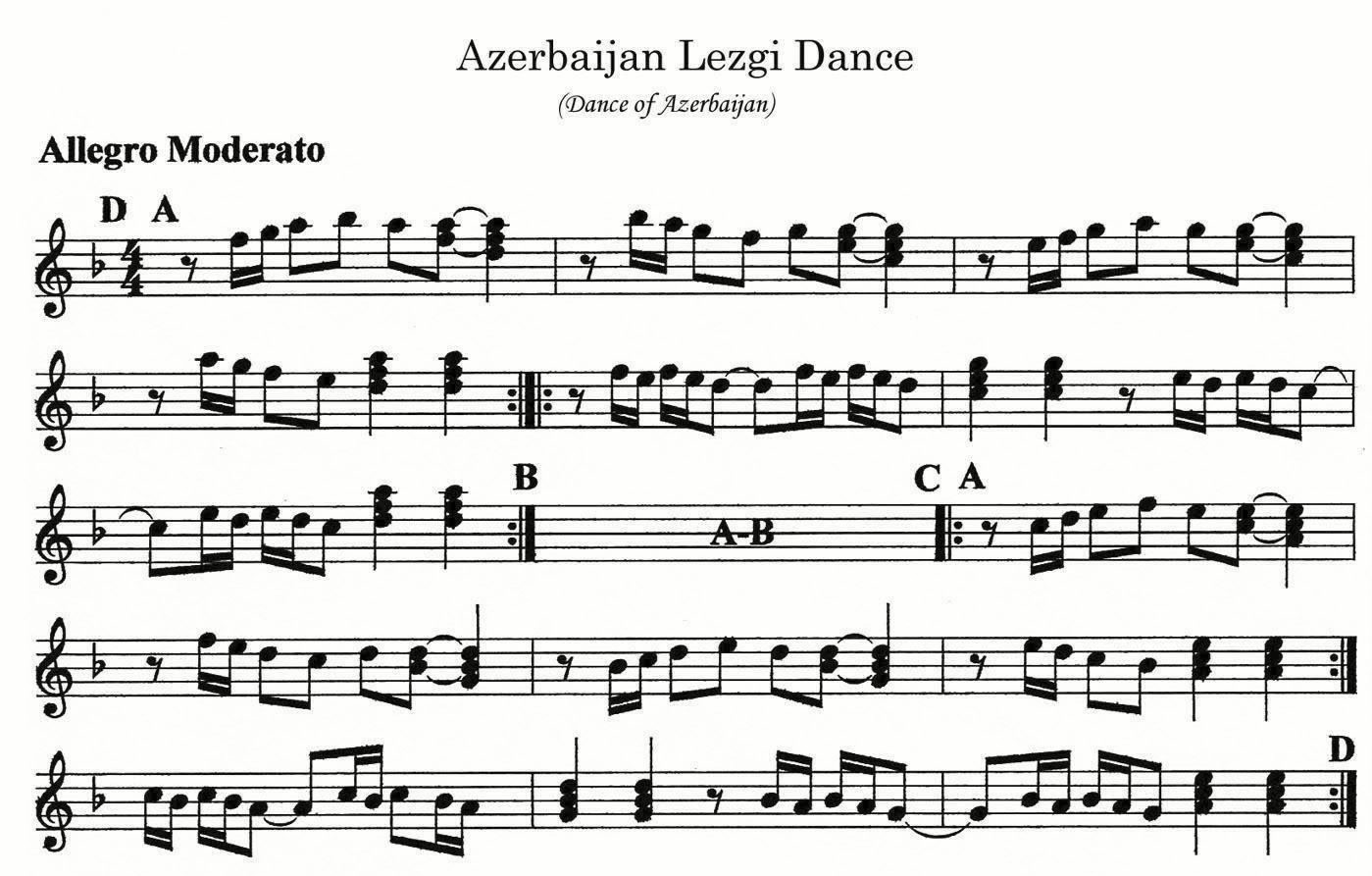
نت آهنگ رقص لزگی

(به لزگی: лезги кьуьл)، (به روسی: лезгинка)، (به ترکی آذربایجانی: ləzgi)، (به گرجی: ლეკური) رقص رزمی بزمی در رشته‌کوه قفقاز در میان لزگی‌ها، آبخازی‌ها، آسی‌ها، چچنی‌ها، چرکس‌ها، قره‌چای‌ها، بالکارها، اینگوشی‌ها، یهودیان کوهستان، مردم آذربایجان ،مردم گرجی، آوارهای قفقازی، قومیق‌ها. از جمله مشهورترین و قدیمی‌ترین آن‌هاست که از «مردم لزگی» اقتباس شده و تحت تأثیر نام مردم لزگی به رقص لزگی شهرت یافته‌است.

## آهنگ رقص لزگی
آهنگ آن ریتمیک، متحرک و سبک است که ابتدا با جهش‌های آرام‌آرام شروع شده و بعداً ضرب آن زیادتر شده و در پایان به ریتم تند تبدیل می‌شود.
همراه با رقص لزگی سه نت چهار تایی نواخته می‌شود که گویند همان باله مشهور آذربایجان است و نوای سرنا و دهل آن را همراهی می‌کند.
میزان موسیقی لزگی ۶/۸ و تمپو آن ۲/۳ است.

## حرکات رقص لزگی

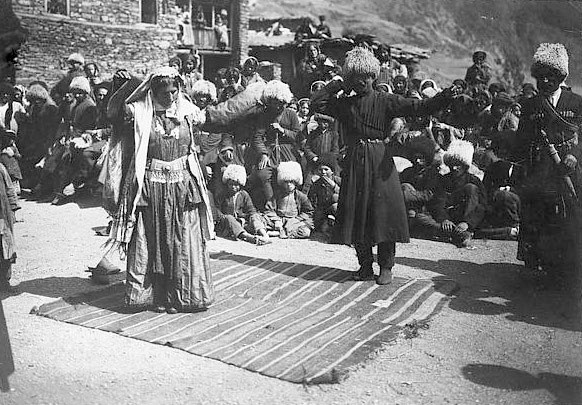
رقص لزگی (1900).

مراسم رقص لزگی دارای چندین حرکت آرام و تند است که بلافاصله با چرخش سریع تغییر ریتم داده و با حرکات موزون رقص ناز اِلَما (ناز نکن) و رقص کوراوغلو (قهرمان مبارزه با ظلم و ستم) توسط هنرمندان آذربایجانی ترکیب شده و رقص دلنشینی را پدیدآورده است.
نشست و برخاست‌ها، حرکات مخصوص دست و پنجه پا در حین رقص نشان دهنده و یادآور نماد و خصوصیات قومی و ملیتی ایفاگران رقصند که از آن جمله به عنوان نمونه می‌توان به موارد زیر اشاره نمود:
- روی پنجه پا می‌ایستند سپس قدرت را از نوک پا می‌گیرند و به طرف سینه می‌کشند و آن را داخل سینه می‌کنند که علت ایستادن روی پنجه داشتن قامتی کشیده و سرعت عمل بالا می‌باشد و همچنین جلو بودن سینه نشانگر سپر برای دفاع از خاک و ناموس می‌باشد.
- شکم را داخل می‌کشند و سینه را جلو نگه می‌دارند.
- دست‌ها را باز و سر را بالا نگه می‌دارند و به طرف جلو نگاه می‌کنند که دست‌های باز نشانگر سپر برای دفاع از خاک و نشانه آزادی و تمایل به پرواز است.
- سر را بالا نگه می‌دارند تا نشان دهند ملتی همیشه سربلند هستند.
- طریقه نگه داشتن دست‌ها بدین صورت است که در سه زاویه مختلف حتماً باید نود درجه باشد.

## لباس رقص لزگی
این رقص با لباس‌های خاص و بسیار شکیل در رنگ‌های گوناگون که اغلب مشکی و سرخ بوده و با چکمهٔ براق تا زیر زانو و با کلاهی از پشم سپید، همراه با بالاپوشی سبک و چسبیده به بدن و شلواری تنگ و چسبان و مناسب برای هرگونه حرکت آغاز می‌شود. این رنگ‌ها از نظر عاطفی خاصیت روانی و تأثیر درونی نقش اساسی دارند به عنوان نمونه:
- رنگ سرخ دارای کشش و قدرت انرژی زیاد است. مثبت و متجاوز و تهییج‌کننده است، موجب افزایش کشش عضلانی بدن می‌شود و این برای تحرک زیاد لزگی بسیار مناسب است. محرک اراده برای پیروزی و مظهر حیات و زندگی است به منظور دفاع از سرزمین و محتوای عاطفی رنگ قرمز آمال و آرزوهاست. روان‌شناسان شکل رنگ قرمز را مربع می‌دانند و صدایی شبیه به ترومپت دارد و بلند و از نظر موسیقی گام ماژور را دربرمی‌گیرد، قرمز را به عنوان رنگ اصلی و رنگ استاندارد معرفی می‌کنند.
- رنگ سیاه را افراد کمال‌طلب، رمزآلود و شیک‌پوش و برعکس سفید را افراد خاکی دارای اخلاص و اعتدال دربردارند و رنگ سیاه را سمبل پوشیدگی اختفا، رازداری، ابهام، ترور، حیا و حجب، شکنجه و ... می‌دانند، پس هریک از این رنگ‌ها درخور معنا و مفهومی هستند.

## نحوهٔ اجرای رقص لزگی
لزگی از جانب مردان به صورت انفرادی یا از طرف زنان به شکل دونفره اجرا می‌شود، حضور زنان و مردان در کنار هم نشانه‌ای است که به یک اندازه در آینده مؤثر هستند.
زمانی که از جانب دو نفر مرد اجرا می‌شود به مسابقه‌ای تبدیل می‌شود که در آن چابکی و سایر مهارت‌های رقاصان را به نمایش می‌گذارد اکثر اوقات با شمشیر یا چوب همراه است که نشانهٔ مردان دلیری است که در حفاظت از قلمرو و ایل مصمم و توانایند.
و گاهی نیز به صورت گروهی اجرا می‌شود که رقص دسته‌جمعی در کنار هم نشانگر آن است که تمامی اعضا در برابر هر عامل خارجی متحد و یک‌پارچه‌اند و در حفظ داشته‌های فرهنگی یکدل و مصمم.
رقص لزگی شباهت‌های بسیاری با رقص قایتاغی دارد.